# Ebrantshausen
Ebrantshausen ist ein Gemeindeteil der Stadt Mainburg im Landkreis Kelheim in Niederbayern. Bis zum 31. Dezember 1971 bildete es eine selbstständige Gemeinde.

## Lage
Das Kirchdorf Ebrantshausen liegt in der Hallertau, dem größten zusammenhängenden Hopfenanbaugebiet der Welt etwa drei Kilometer nordwestlich von Mainburg.

## Geschichte
Die Legende berichtet vom seligen Heinrich von Ebrantshausen, der nach einer Pilgerfahrt ins Heilige Land vierzig Jahre als frommer Einsiedler hier lebte, ohne ein Wort zu sprechen. Weil das Ochsengespann mit seinem Leichnam vor der Dorfkirche stehenblieb, wurde Heinrich hier beerdigt und neben dem Grab eine Kapelle errichtet. Heinrich wurde zu einem Volksheiligen, an dessen Gedenktag die „Heinrichszeltl“ als Medizin für das Vieh im Austausch mit Opfern feilgeboten werden.
Der erste urkundliche Nachweis von Ebrantshausen findet sich 1403 im Urbar des Klosters Münchsmünster. Es war Sitz einer Hofmark und eines Benefiziums. Die patrimonialgerichtische Gemeinde Ebrantshausen im Landgerichtsbezirk Abensberg ging 1818 aus dem Steuerdistrikt Ebrantshausen hervor und gehörte später zum Bezirksamt Mainburg sowie Landkreis Mainburg. Die Gemeinde trug früher den Namen Ebertshausen. Im Jahr 1865 wurde sie amtlich in Ebrantshausen umbenannt. Sie wurde am 1. Januar 1972 im Zuge der Gemeindegebietsreform in die Stadt Mainburg eingegliedert. Kirchlich gehört Ebrantshausen zur Pfarrei Lindkirchen.

## Wallfahrtskirche zum seligen Heinrich
Die Dorfkirche von Ebrantshausen ist eine Landmarke im Hügelland westlich von Mainburg. Der Ursprungsbau im 12. Jahrhundert gründet auf der ungewöhnlichen Lebensgeschichte von Heinrich von Ebrantshausen, der in der Nähe als frommer Einsiedler lebte.  Die ursprünglich romanische Backsteinkirche wurde im 14./15. Jahrhundert durch den gotischen Nordanbau der Heinrichskapelle im Rahmen der Heinrichswallfahrt zweischiffig. Zu dieser Zeit erfolgte auch eine Turmerhöhung. Der chorlose Innenraum enthält ein Netzgewölbe, neugotische Altäre, eine spätgotische Pieta und Votivtafeln des 19. Jahrhunderts. Die Sitzfigur Heinrich mit aufgeschlagenem Buch ist eine Replik des hl. Jakob von Hans Leinberger im Bayerischen Nationalmuseum. Das Büstenreliquiar hl. Heinrich stammt aus dem Jahr 1689. Unter der Orgelempore hängt ein Glöckchen, weil der selige Heinrich sich eines Glöckchens bediente, um seine Bitten nach Unterhalt vorzubringen.

## Wagner-Kapelle
Die Kapelle wurde zum Andenken an den katholischen Ortspfarrer Benefiziums-Provisor Augustin Wagner (* 17. August 1898 in Reichenbach) errichtet. Dieser ließ am 27. April 1945 eine Weiße Fahne im Kirchturm bereitlegen, um der anrückenden US Army die Kapitulation anzuzeigen und einen Beschuss des Dorfes zu verhindern. Der Plan wurde verraten und Augustin Wagner frühnachts am 28. April 1945 von SS-Leuten abgeholt. Im Sommer wurde seine Leiche im Wald gefunden. Die beiden Täter, SS-Obersturmführer Werner Hopf (fünf Jahre Zuchthaus) und SS-Untersturmführer Ludwig Metzger (dreieinhalb Jahre Gefängnis,) wurden verurteilt. In Ebrantshausen erinnert eine Pfarrer-Wagner-Straße an den Geistlichen.

## Vereine
- Freiwillige Feuerwehr Ebrantshausen
- Katholische Landjugend Ebrantshausen